# ديفيد لو (لاعب كرة قدم)
ديفيد لو (بالإنجليزية: David Low)‏ هو لاعب كرة قدم سنغافوري في مركز الوسط، ولد في 23 نوفمبر 1983 في سنغافورة. لعب مع وسترن ماس بيونيرز.